# Симо Тулов
Симеон (Симо) Тулов е български възрожденски общественик от Македония.

## Биография
Симо Тулов е роден в 1810 година. От малък работи из различни тетовски села. Сътрудничи на Кирил Пейчинович. Тулов е водач на отелянето на българите екзархисти от гъркоманите и формиране на Тетовската българска община в 1871 - 1872 година. Според Лазар Серафимов той стои „на първо място между всичките дейци в борбата по църковното отделяне“. В къщата му са посрещани първите български владици.